# Grand Prix Meksyku 1966
Grand Prix Meksyku 1966 (oryg. Gran Premio de Mexico) – ostatnia runda Mistrzostw Świata Formuły 1 w sezonie 1966, która odbyła się 23 października 1966, po raz 4. na torze Autódromo Hermanos Rodríguez.
5. Grand Prix Meksyku, 4. zaliczane do Mistrzostw Świata Formuły 1.

## Wyścig
| Poz | Nr                                                     | Kierowca        | konstruktor     | Okrążenie | Czas/Powód n.u             | Poz. start. | Punkty |
| --- | ------------------------------------------------------ | --------------- | --------------- | --------- | -------------------------- | ----------- | ------ |
| 1   | 7                                                      | John Surtees    | Cooper-Maserati | 65        | 2:06:35.34                 | 1           | 9      |
| 2   | 5                                                      | Jack Brabham    | Brabham-Repco   | 65        | + 0:07,880                 | 4           | 6      |
| 3   | 6                                                      | Denny Hulme     | Brabham-Repco   | 64        | + 1 okr.                   | 6           | 4      |
| 4   | 12                                                     | Richie Ginther  | Honda           | 64        | + 1 okr.                   | 3           | 3      |
| 5   | 15                                                     | Dan Gurney      | Eagle-Climax    | 64        | + 1 okr.                   | 9           | 2      |
| 6   | 22                                                     | Joakim Bonnier  | Cooper-Maserati | 63        | + 2 okr.                   | 12          | 1      |
| 7   | 2                                                      | Peter Arundell  | Lotus-BRM       | 61        | + 4 okr.                   | 17          |        |
| 8   | 14                                                     | Ronnie Bucknum  | Honda           | 60        | + 5 okr.                   | 13          |        |
|     | Niesklasyfikowani                                      |                 |                 |           |                            |             |        |
| NU  | 11                                                     | Pedro Rodríguez | Lotus-BRM       | 49        | skrzynia biegów            | 8           |        |
| NU  | 17                                                     | Bruce McLaren   | McLaren-Ford    | 40        | silnik                     | 14          |        |
| NU  | 19                                                     | Jo Siffert      | Cooper-Maserati | 33        | zawieszenie                | 11          |        |
| NU  | 8                                                      | Jochen Rindt    | Cooper-Maserati | 32        | zawieszenie                | 5           |        |
| NU  | 10                                                     | Innes Ireland   | BRM             | 28        | układ przeniesienia napędu | 16          |        |
| NU  | 4                                                      | Jackie Stewart  | BRM             | 26        | wyciek oleju               | 10          |        |
| NU  | 16                                                     | Bob Bondurant   | Eagle-Weslake   | 24        | układ paliwowy             | 18          |        |
| NU  | 3                                                      | Graham Hill     | BRM             | 18        | silnik                     | 7           |        |
| NU  | 1                                                      | Jim Clark       | Lotus-BRM       | 9         | skrzynia biegów            | 2           |        |
| NU  | 9                                                      | Moisés Solana   | Cooper-Maserati | 9         | przegrzanie                | 15          |        |
|     | Nie wystartowali / nie dopuszczeni do ponownego startu |                 |                 |           |                            |             |        |
| NZ  | 9                                                      | Mike Spence     | Lotus-BRM       | 0         | wypadek                    |             |        |